# ATP Challenger Skopje
Der ATP Challenger Skopje (offiziell: Macedonian Open) ist ein Tennisturnier, das zwischen 1996 und 2000 sowie seit 2023 in Skopje, Nordmazedonien, stattfindet. Es gehört zur ATP Challenger Tour und wird im Freien auf Sand gespielt.

## Liste der Sieger

### Einzel
| Jahr                         | Sieger            | Finalgegner        | Ergebnis      |
| ---------------------------- | ----------------- | ------------------ | ------------- |
| 2025                         | Jay Clarke        | Nerman Fatić       | 6:2, 6:3      |
| 2024                         | Joel Schwärzler   | Kamil Majchrzak    | 6:3, 6:3      |
| 2023                         | Máté Valkusz      | Francisco Comesaña | 6:3, 6:4      |
| 2001–2022: nicht ausgetragen |                   |                    |               |
| 2000                         | Oliver Gross      | Juri Schtschukin   | 7:5, 6:4      |
| 1999                         | Vasilis Mazarakis | Gergely Kisgyörgy  | 6:1, 6:0      |
| 1998                         | Jordi Mas         | Tomas Behrend      | 6:3, 6:4      |
| 1997                         | Dušan Vemić       | Clemens Trimmel    | 6:4, 6:7, 6:3 |
| 1996                         | Lars Jonsson      | József Krocskó     | 6:3, 6:1      |

### Doppel
| Jahr                         | Sieger                               | Finalgegner                                | Ergebnis         |
| ---------------------------- | ------------------------------------ | ------------------------------------------ | ---------------- |
| 2025                         | Andrew Paulson (2) Michael Vrbenský  | N. Sriram Balaji Miguel Ángel Reyes Varela | 2:6, 6:4, [10:6] |
| 2024                         | Ryan Seggerman Patrik Trhac          | Andrew Paulson Patrik Rikl                 | 6:3, 7:64        |
| 2023                         | Petr Nouza Andrew Paulson (1)        | N. Sriram Balaji Jeevan Nedunchezhiyan     | 7:65, 6:3        |
| 2001–2022: nicht ausgetragen |                                      |                                            |                  |
| 2000                         | Enzo Artoni Sergio Roitman           | Dejan Petrović Sebastián Prieto            | 7:5, 5:7, 6:3    |
| 1999                         | Gergely Kisgyörgy Steven Randjelovic | Federico Browne                            | 6:1, 5:7, 7:6    |
| 1998                         | Eduardo Nicolás Germán Puentes       | Andrei Merinow Andrei Stoljarow            | 7:5, 3:6, 7:6    |
| 1997                         | Thomas Buchmayer Thomas Strengberger | Nebojša Đorđević Dušan Vemić               | 6:4, 7:6         |
| 1996                         | Nebojša Đorđević Aleksandar Kitinov  | Georg Blumauer Emanuel Couto               | 6:1, 6:1         |